# Luis Ferrero Tomás

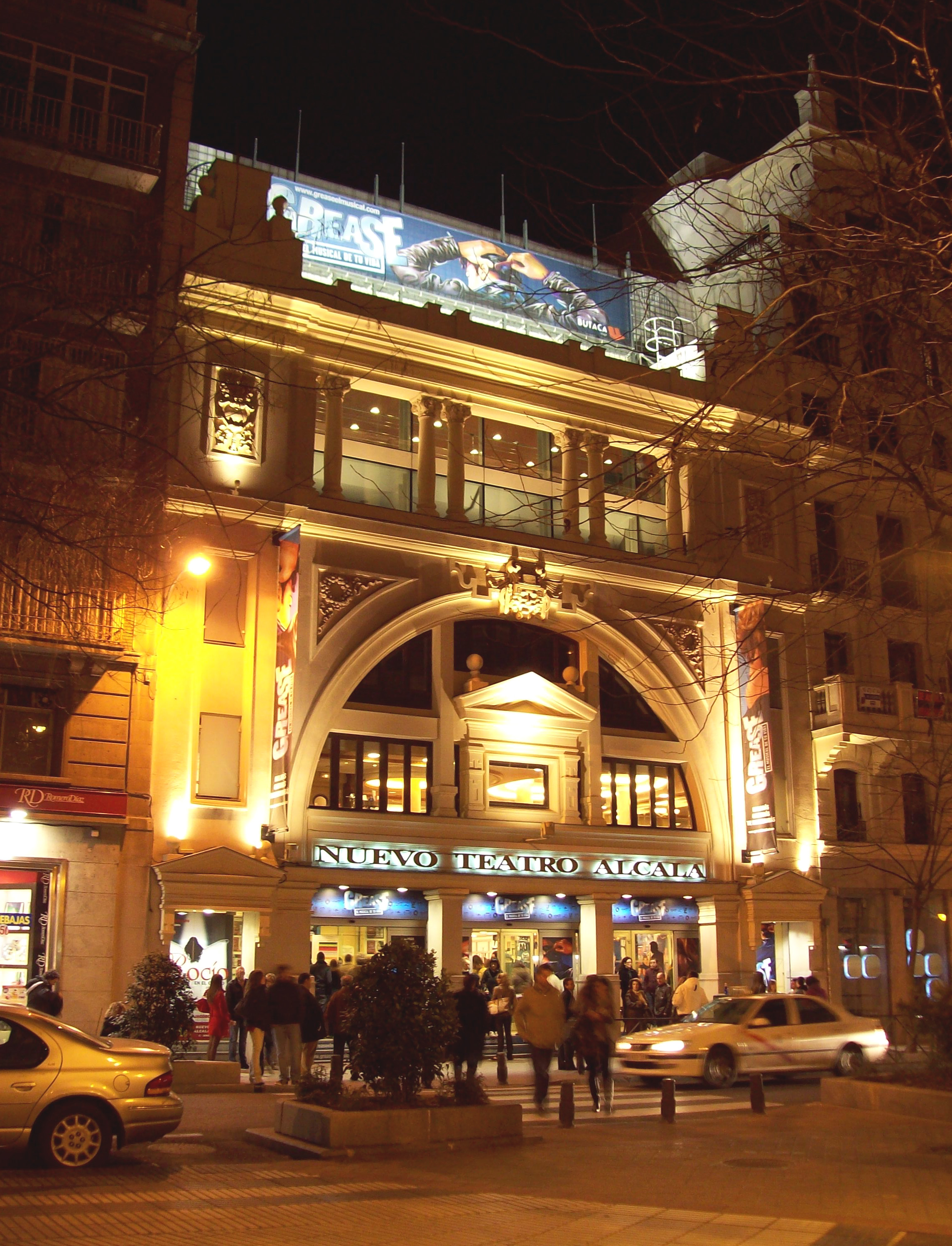
El Nuevo Teatro Alcalá (Madrid).

Luis Ferrero Tomás (1868 - 1937) va ser un arquitecte espanyol. Va ser pare i col·laborador del també arquitecte Francisco Javier Ferrero. Va realitzar gran part de l'obra arquitectònica dins de l'entorn urbanístic de Madrid. En els seus inicis va ser auxiliar de Repullés. El seu estil és eclèctic.

## Obres
Algunes de les obres van ser realitzades en estreta col·laboració amb el seu fill Javier Ferrero.
- L'edifici Hotel Vincci Centrum situat al carrer Cedaceros núm. 4 en el període: 1926-1928.
- El Nuevo Teatro Alcalá.
- Edificis comercials en la Plaça de Canalejas (1914 - 1917).
- L'edifici dels Previsores del Porvenir en la Gran Via (núm. 3).
- La Casa-Taller de Patricio Romero ubicada al carrer General Palanca (núm 33).